# Платонід Філяс
о. Платоні́д (Плятонід) Петро́ Фі́ляс (27 вересня 1864, Добрячин коло Сокаля — 16 червня 1930, Дрогобич) — український церковний та громадсько-політичний діяч у Галичині, священник-василіянин. Один із авторів Конституції ЗУНР.

## Життєпис

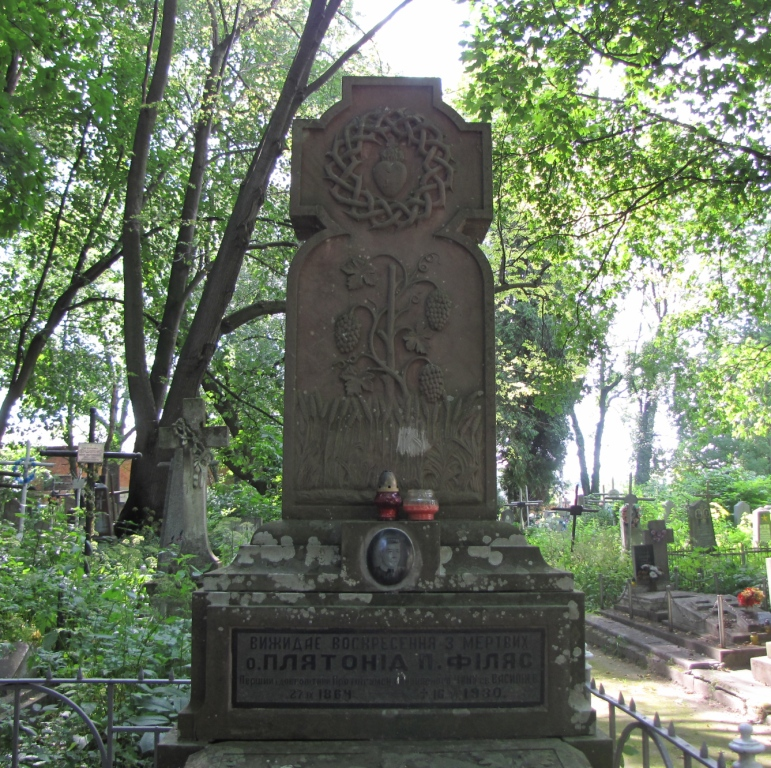
Могила о. Платоніда Філяса, ЧСВВ на Дрогобицькому цвинтарі по вул. Трускавецькій (станом на 27 червня 2012)

Народився 27 вересня 1864 року в с. Добрячин коло Сокаля (нині Львівська область, Україна).
Навчався у сільській народній школі, згодом Львівській академічній гімназії, за яку оплачував своєю власною працею і яку закінчив з відзнакою. До Добромильського монастиря вступив 7 листопада 1883 року. Після новіціату, продовжив філософсько-богословські студії у Кракові, під час яких робив дописи до церковного журналу «Рускій Сіон» та священичого місячника «Душпастир». Ієрейські свячення отримав 15 серпня 1889 року. Згодом розгорнув широку місійно-реколекційну працю й став творцем окремої системи місій. З 1892 — засновує василіянське видавництво, первістком якого був молитовник «Гостинець», який він уклав з о. Єремією Ломницьким, і який було видано тиражем 10 тис. прим. (у 1898 — 20 тис., у 1930 — 200 тис. у кількох виданнях). 1897 року у Львові разом з ігуменом монастиря св. Онуфрія о. Андреєм Шептицьким розпочав видання релігійного часопису «Місіонар», який виходив під його редакцією у 1897–1898 та 1920–1926, який в ці останні роки мав 50 тис. передплатників.
1902–1904 — очолював першу василіянську місію в Канаді. За 2 роки о. Філяс здобув таку симпатію, що пізніше Мондер хотіли назвати його прізвищем: Філяс. У 1904–1917 роках — протоігумен (на той час найвищий настоятель відновленого Чину) з осідком у Львові. На нього випав тягар розбудови Чину, але уже власними силами, оскільки оо. Єзуїти передали повний провід василіянам після проведення Добромильської реформи. Найперше о. П. Філяс приділив багато часу вихованню молодого монашого покоління, посилаючи студентів у Рим, Інсбрук, щоб з них вийшли майбутні професори, письменники й духовні організатори. У 1911 році заснував Місійний інститут (гімназію) імені святого Йосафата в Бучачі.
У 1914–1916 — апостольський адміністратор для українців-католиків поза Галичиною в Австрії. У цьому воєнному часі рятував священиків з концентраційних таборів Талергофі й Ґмінді, для розкиданих семінаристів заснував за допомогою єп. Стояна у Моравії в Кромержижі семінарію, ректором якої призначив о. Й. Коциловського — пізнішого Перемишльського єпископа УГКЦ.
Діяч Української національно-демократичної партії, член керівного органу партії — Ширшого народного комітету. В 1918 — член Української Національної Ради ЗУНР-ЗО УНР (від Жовківського повіту). Один з авторів «Тимчасового основного закону» (малої конституції ЗУНР) та Закону «Про вибори до Сейму ЗО УНР».
З 1918–1920 — генеральний вікарій Чину, 1918–1926 — ігумен Жовківського монастиря, з 1926 — у Дрогобицькому монастирі, з якого робить дописи до «Ниви», «Нової Зорі», «Правди», «Місіонаря». У 1929 видав у Жовкві «Духовні вправи» на основі вправ св. Ігнатія Лойоли.
Під псевдонімом Анна Сторожівна опублікував в газеті «Буковина» (1897, № 2-8, 16-32) повість з життя черниць «Сестра Юлія».